# アメリカ陸軍指揮幕僚大学
座標: 北緯39度20分39秒 西経94度54分57秒 / 北緯39.344269度 西経94.915961度
アメリカ陸軍指揮幕僚大学（アメリカりくぐんしきばくりょうだいがく、英: Command and General Staff College　略称CGSC）は、アメリカ陸軍の高級将校を養成するための大学であるが、大学院修士課程に相当するコースもあり、カンザス大学と提携した修士課程も併設されている。
ウィリアム・シャーマン将軍によって、1881年にカンザス州レブンワースに歩兵連隊と騎兵隊のための学校として開校された。
アメリカ陸軍で大佐以上の階級になるためにはこの学校を卒業しなければならない。
この学校に入学できるのは、アメリカ陸軍の少佐か中佐で指名者リストに載った現役軍人、あるいは同盟国軍の将校で双方の国から推薦を受けた現役軍人だけである。普通の学校のように、願書を出して受験するような方式ではない。
アメリカ陸軍の将校だけでなく、同盟国の将校が留学してくることもあり、陸上自衛隊からも過去に何人も留学している。
有名なところでは佐藤正久が留学している。また、陸上自衛隊の教育訓練並びに研究開発等に関する連絡業務のため、2～3年任期で連絡幹部（最初のころは1等陸佐、現在は2等陸佐）が派遣されている。現地では準教官に任命され、日本関連の科目の教育のため教壇に立つことも多い。

## 著名な卒業生
- エリック・シンセキ、アメリカ
- 佐藤正久、日本
- 君塚栄治、日本
- ポール・カガメ、ルワンダ
- リー・シェンロン、シンガポール
- モハメド・アン＝ヌメイリ、スーダン
- グエン・カーン、ベトナム
- スシロ・バンバン・ユドヨノ、インドネシア